# Emmanuel Chanis
Emmanuel Raphael Chanis Muñoz (Ciudad de Panamá, 21 de diciembre de 1998) es un futbolista panameño que juega como defensa para el C. D. Universitario de la Primera División de Panamá.

## Trayectoria

### Chorrillo FC
Se formó en el Chorrillo FC y su debut profesional en la Primera División de Panamá fue el 18 de julio de 2015 en la derrota 1 a 0 contra el Atlético Chiriquí en el Estadio San Cristóbal. Quedó subcampeón del LPF Apertura 2015 en donde jugó 5 partidos, también quedó subcampeón de la LPF Clausura 2016 en donde jugó 1 partido, jugó 5 partidos en la LPF Clausura 2017.

### Reading United
Se fue cedido al Reading United el 1 de mayo de 2017 pero regreso al Chorrillo FC el 1 de julio de 2017.

### Chorrillo FC
Regresó al club el 1 de julio de 2017. Disputó su primer partido después de su regreso el 28 de julio de 2017 en el empate 1 a 1 contra el San Francisco FC en el Estadio Agustín Muquita Sánchez saliendo de titular, jugando hasta el minuto 46, Salió campeón con el club de la LPF Apertura 2017 en donde jugó 7 partidos, jugó 3 partidos en el Torneo Apertura 2018.

### CD Plaza Amador
El 21 de junio de 2018 fue anunciado como nuevo jugador del CD Plaza Amador. Debutó con el club el 25 de agosto de 2018 en la empate 0 a 0 contra el CD Universitario en el Estadio Maracaná de Panamá, saliendo titular jugando todo el partido, jugó 13 partidos y anotó 1 gol en el Torneo Apertura 2018 llegando hasta playoff, en el Torneo Clausura 2019 jugó 15 partidos, en el Torneo Apertura 2019 jugó 15 partidos llegando hasta las semifinales del torneo, en el Torneo Apertura 2020 solo jugó 7 partidos por el torneo se suspendió por el COVID 19, en el Torneo Clausura 2020 jugó 8 partidos llegando hasta los playoff,salió campeón con el club del Torneo Apertura 2021, en donde jugó 18 partidos y anotó 1 gol en dicho torneo, jugó 2 partidos en la Liga Concacaf 2021, en el Torneo Clausura 2021 jugó 16 partidos llegando hasta los playoff, en el  Torneo Apertura 2022 jugó 16 partidos y anotó 1 gol, en el Torneo Clausura 2022 jugó 16 partidos y anotó 1 gol llegando hasta playoff.

### Sporting San Miguelito
Fue anunciado como nuevo jugador del Sporting San Miguelito  el 30 de noviembre de 2022. Debutó con el club el 21 de enero de 2023 en el empate 2 a 2 contra el Tauro FC en el Estadio Los Andes, entrando al minuto 80. En el Torneo Apertura 2023 jugó 15 partidos llegando hasta las semifinales, jugó 3 partidos en la Copa Centroamericana de Concacaf 2023, en el Torneo Clausura 2023 jugó 14 partidos en donde llegaron nuevamente hasta semifinales.

### UMECIT FC
El 24 de diciembre de 2023 fue anunciado como nuevo jugador del UMECIT FC. Debutó con el club el 20 de febrero de 2024 en el empate 0 a 0 contra el San Francisco FC en donde fue titular y jugó todo el partido.

## Selección nacional

### Categorías inferiores
Ha sido convocado por la selección sub-17 de Panamá para disputar el Campeonato Sub-17 de la Concacaf de 2015 en donde jugó 5 partidos quedándose en la primera fase. Ha sido convocado por selección Sub-22 de Panamá para disputar los Juegos Panamericanos 2019 en donde jugó 4 partidos quedando en quinto lugar.

### Selección absoluta
Su debut con la selección absoluta fue en el amistoso contra Uruguay en la derrota 5 a 0 en el Estadio Centenario en Uruguay en donde fue titular y jugó todo el partido.

### Participaciones en selección nacional
| Copa                      | Categoría | Sede     | Resultado    | Partidos | Goles |
| ------------------------- | --------- | -------- | ------------ | -------- | ----- |
| Campeonato Sub-17 2015    | Sub-20    | Honduras | Primera fase | 5        | 0     |
| Juegos Panamericanos 2019 | Sub-22    | Perú     | Quinto lugar | 4        | 0     |

## Clubes
| Club            | País           | Año       |
| --------------- | -------------- | --------- |
| Chorrillo FC    | Panamá         | 2015-2017 |
| Reading United  | Estados Unidos | 2017      |
| Chorrillo FC    | Panamá         | 2017-2018 |
| CD Plaza Amador | Panamá         | 2018-2022 |
| Sporting SM     | Panamá         | 2023      |
| UMECIT FC       | Panamá         | 2024-act. |

## Palmarés

### Títulos nacionales
| Título           | Club            | País   | Año    |
| ---------------- | --------------- | ------ | ------ |
| Primera División | Chorrillo FC    | Panamá | 2017-A |
| Primera División | CD Plaza Amador | Panamá | 2021-A |